# L'esprit de l'escalier
«L'esprit de l'escalier» (en español: el ingenio de la escalera) es una expresión francesa que describe el acto de pensar en una respuesta ingeniosa cuando es demasiado tarde para darla. Este fenómeno viene usualmente acompañado de una sensación de pesar y arrepentimiento, una «conciencia intranquila». Fue acuñada por Denis Diderot (1713-1784), el enciclopedista francés, en su Paradoxe sur le comédien.
La frase se utiliza cuando nos viene a la cabeza una réplica ingeniosa demasiado tarde, cuando ya estamos bajando la «escalera de la tribuna», habiendo perdido la oportunidad de lanzarla. Data de la época en que la palabra esprit (que significa ‘espíritu’ o ‘mente’), se usaba comúnmente para designar el ‘ingenio’.
La expresión, en general, también puede indicar el estado resultante de la frustración por la falta de respuesta que puede hacer que cualquiera se convierta en víctima, tanto que es usada en psicología, con la variante de «syndrome de l'escalier».
Jean-Jacques Rousseau (1712-1778), que se reconoce como angustiado por el punto más alto en el espíritu de las escaleras,[cita requerida] se extiende largamente en sus Confesiones sobre todas las pifias que cometió en sociedad, y que en gran medida ayudaron a que se convirtiera en un misántropo. Dijo sobre sí mismo que era mejor en «conversaciones por correo».